# Митрофанова Ніна Олександрівна
Ніна Олександрівна Митрофанова (нар. 13 листопада 1926, місто Луганськ, тепер Луганської області — ?) — українська радянська діячка, директор Луганського тонкосуконного комбінату. Член Ревізійної Комісії КПУ в 1966—1976 р. 

## Біографія
Освіта вища. Закінчила із відзнакою Московський текстильний інститут.
Після закінчення інституту чотири роки працювала майстром зміни, потім — завідувачем виробництва Ворошиловградського тонкосуконного комбінату.
Член КПРС з 1954 року.
У 1960—1982 роках — директор Луганського (Ворошиловградського) тонкосуконного комбінату Луганської області.
Потім — на пенсії у місті Луганську.

## Нагороди та відзнаки
- два ордени Трудового Червоного Прапора
- медалі
- почесний знак «За заслуги перед Луганськом»
- заслужений працівник легкої промисловості Української РСР (12.06.1970)
- почесний громадянин Кам'янобрідського району міста Луганська